# Късометражен филм
Късометражен (кратък) филм (short film) е кинематографично произведение с относително кратка продължителност, недостатъчна за квалифицирането му като пълнометражен филм (feature film). Няма консенсус относно продължителността на късометражните филми, но съществуват някои ориентири. Американската Академия за филмово изкусто и наука (която връчва наградите „Оскар“) дефинира късометражен филм като „оригинален кинеманографичен филм, който продължава до 40 минути, включително с кредитите“ (списъка с участниците във филма).
Късометражните филми могат да са както професионални, така и любителски продукции. Често се правят от независими кинодейци с некомерсиална цел или с малък бюджет, които по този начин доказват таланта си, за да привличат средства за бъдещи проекти. Често се финансират от грантове, спонсори, некомерсиални организации или с лични средства.
Съществуват множество филмови фестивали, специализирани в късометражно кино, които дефинират различна максимална продължителност на допусканите за участие в тях филми. Например филмовият фестивал за късометражно кино „В двореца“, провеждан ежегодно в Балчик, поставя изискване от 27 минути, а фестивалът „Филминит“ (Filminute) – от само 1 минута продължителност за филм.